# Rumeni plavec
Rumeni plavec, znan tudi pod imeni: debeli klešec, plavac, Plavez gelber, Plavaj je vinska trta in sorta belega vina. Na Slovenskem velja za avtohtono vinsko trto Bizeljsko-Sremiškega vinorodnega okoliša.
Grozd trte rumeni plavec je srednje velik do velik, podolgovat ali valjaste oblike. Jagode so zelenkasto rumene, na sončni strani lahko tudi rdečkaste barve. Jagode so srednje velike do velike, imajo tanko kožico in oprh ter drobne pikice. Listje je veliko, tri- do petdelno, pogosto tudi asimetričnih oblik. Barva listja je temno zelena, v jeseni pa rahlo pordeči. List je po zgornji strani gladek spodaj pa je dlakav. Dozori dokaj pozno.
Vino je zelenkasto rumenkaste barve, kiselkasto in ima manjšo vsebnost alkohola. Zaradi teh lastnosti se na trgu redko pojavi kot čista sorta. Po navadi ga dodajajo mešanim vinom, kjer zaradi svoje lahkosti pripomore k pitnosti. Velikokrat je sestavni del vin na Bizeljskem (Bizeljčan beli, Bizeljčan rdeči, Vidovo belo vino, ...) in je tudi ena od sort, zastopanih v cvičku.